# Croatian International 2006
Die Croatian International 2006 fanden in Zagreb vom 2. bis zum 5. März 2006 statt. Der Referee war Isabelle Jobard aus Frankreich. Das Preisgeld betrug 2.500 US-Dollar. Es war die 8. Austragung dieser internationalen Meisterschaften von Kroatien im Badminton.

## Austragungsort
- Dom sportova, Trg Krešimira Ćosića 11

## Sieger und Platzierte
| Disziplin    | Gold                        | Silber                                   | Bronze                              |
| ------------ | --------------------------- | ---------------------------------------- | ----------------------------------- |
| Herreneinzel | Andrew Smith                | Andrew Dabeka                            | Michael Christensen                 |
| Herreneinzel | Andrew Smith                | Andrew Dabeka                            | Nathan Rice                         |
| Dameneinzel  | Petya Nedelcheva            | Kati Tolmoff                             | Camilla Sørensen                    |
| Dameneinzel  | Petya Nedelcheva            | Kati Tolmoff                             | Maja Tvrdy                          |
| Herrendoppel | Chris Tonks Chris Langridge | Ian Palethorpe Kristian Roebuck          | Peter Zauner Jürgen Koch            |
| Herrendoppel | Chris Tonks Chris Langridge | Ian Palethorpe Kristian Roebuck          | Kasper Faust Henriksen Rasmus Bonde |
| Damendoppel  | Liza Parker Jenny Day       | Małgorzata Kurdelska Paulina Matusewwicz | Christinna Pedersen Line Reimers    |
| Damendoppel  | Liza Parker Jenny Day       | Małgorzata Kurdelska Paulina Matusewwicz | Olga Chkheidze Olenka Mashchenko    |
| Mixed        | Chris Langridge Jenny Day   | Kristian Roebuck Jenny Wallwork          | Rasmus Bonde Christinna Pedersen    |
| Mixed        | Chris Langridge Jenny Day   | Kristian Roebuck Jenny Wallwork          | Robin Middleton Sarah Bok           |

## Finalergebnisse
| Disziplin    | Sieger                      | Finalist                                | Ergebnis          |
| ------------ | --------------------------- | --------------------------------------- | ----------------- |
| Herreneinzel | Andrew Smith                | Andrew Dabeka                           | 21:7 22:24 21:19  |
| Dameneinzel  | Petya Nedelcheva            | Kati Tolmoff                            | 21:14 21:18       |
| Herrendoppel | Chris Tonks Chris Langridge | Ian Palethorpe Kristian Roebuck         | 23:21 15:21 22:20 |
| Damendoppel  | Liza Parker Jenny Day       | Małgorzata Kurdelska Paulina Matusewicz | 21:17 22:20       |
| Mixed        | Chris Langridge Jenny Day   | Kristian Roebuck Jenny Wallwork         | 21:18 24:22       |